# ラファエル・グアラッツィ
ラッファエレ・グアラッツィ（イタリア語:Raffaele Gualazzi、1981年11月11日 - ）、あるいはラファエル・グアラッツィ（Raphael Gualazzi）はイタリアの歌手・ピアニストである。
2005年9月16日、初のアルバム『Love Outside the Window』がEdel Musicから発売された。2008年には「我が心のジョージア」のカバーが、コンピレーション・アルバム「Piano Jazz」に収録された。
2011年2月18日、楽曲「Follia d'amore」にてサンレモ音楽祭の新人部門で優勝を果たし、ミア・マルティーニ賞の新人賞、サーラ・ラジオ・テレビジョン賞を受賞した。楽曲は同年2月16日にSugar Musicより発売された2枚目のアルバム『Reality and Fantasy』に収録されている。2月19日には、ユーロビジョン・ソング・コンテスト2011のイタリア代表となることが決まった。グアラッツィは、ユーロビジョン・ソング・コンテスト1997以来の同大会イタリア代表として、2011年5月にドイツのデュッセルドルフで行われるユーロビジョン2011に参加する。